# Liw
Liw ist ein Dorf sowie Sitz der gleichnamigen Landgemeinde im Powiat Węgrowski der Woiwodschaft Masowien, Polen.

## Gemeinde
Zur  Landgemeinde (gmina wiejska)  Liw gehören folgende 19 Ortschaften mit einem Schulzenamt (solectwo):
Borzychy
Jarnice
Jarnice-Pieńki
Jartypory
Krypy
Liw I
Liw II
Ludwinów
Ossolin
Pierzchały
Połazie
Popielów
Ruchna
Ruchenka
Starawieś
Szaruty
Śnice
Tończa
Janówki
Witanki
Wyszków
Zając
Zawady
Weitere Orte der Gemeinde ohne Schulzenamt sind Janowo, Kucyk, Miedzanka-Gajówka, Stary Kantor und Stawy.

## Bauwerke

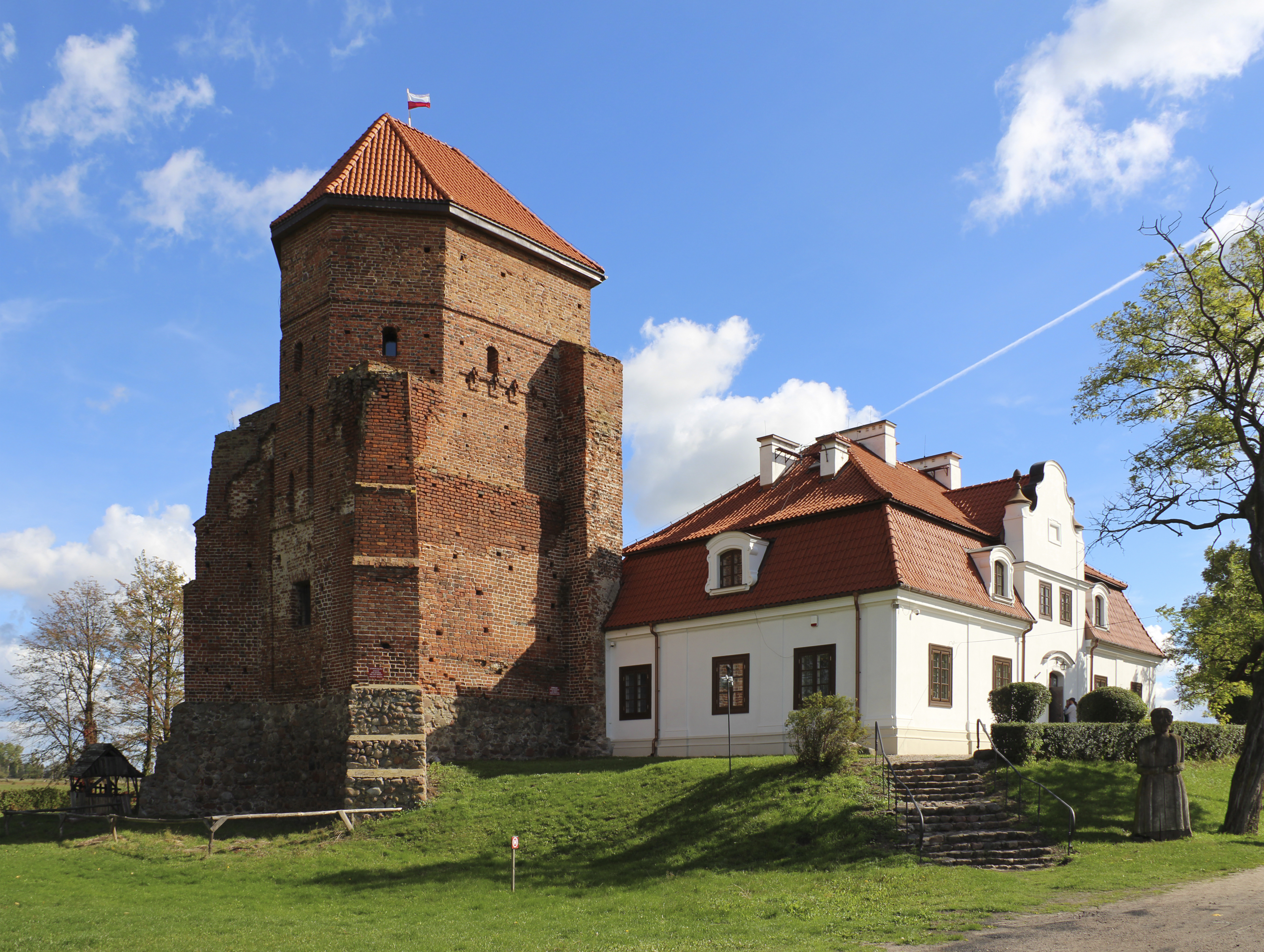
Burgruine

Ruinen des Schlosses der Herzöge von Masowien.